# كيم تومسون (صحفي)
كيم تومسون (بالإنجليزية: Kim Thompson)‏ هو صحفي ومترجم أمريكي، ولد في 25 سبتمبر 1956 في كوبنهاغن في الدنمارك، وتوفي في 19 يونيو 2013 في سياتل في الولايات المتحدة بسبب سرطان الرئة.